# Вертелка
Верте́лка — село в Україні, у Тернопільській міській громаді Тернопільського району Тернопільської області. Розташоване на річці Верховинка), на півночі району. Від 1977 до 2018 підпорядковане Кобзарівській сільській раді. Вертелка належала до Ренівської (від 1954) і Мильнівської (1958—1977) сільрад.
До села належать хутори Дубина (12 дворів), Заболото (15 дворів), Корчунок та Піднетерпинський.
Населення — 377 осіб (2003).
Від 2018 року ввійшло у склад Тернопільської міської громади.

## Історія
Поблизу Вертелки виявлено археологічні пам'ятки пізнього палеоліту та бронзової доби.
Перша писемна згадка — 1724.
Діяли фабрика переробки крейди (від 1808), товариство «Просвіта» (від 1925), ГЕС (1952—1961).

## Населення

### Мова
Розподіл населення за рідною мовою за даними перепису 2001 року:
| Мова       | Відсоток |
| ---------- | -------- |
| українська | 100%     |

## Пам'ятки

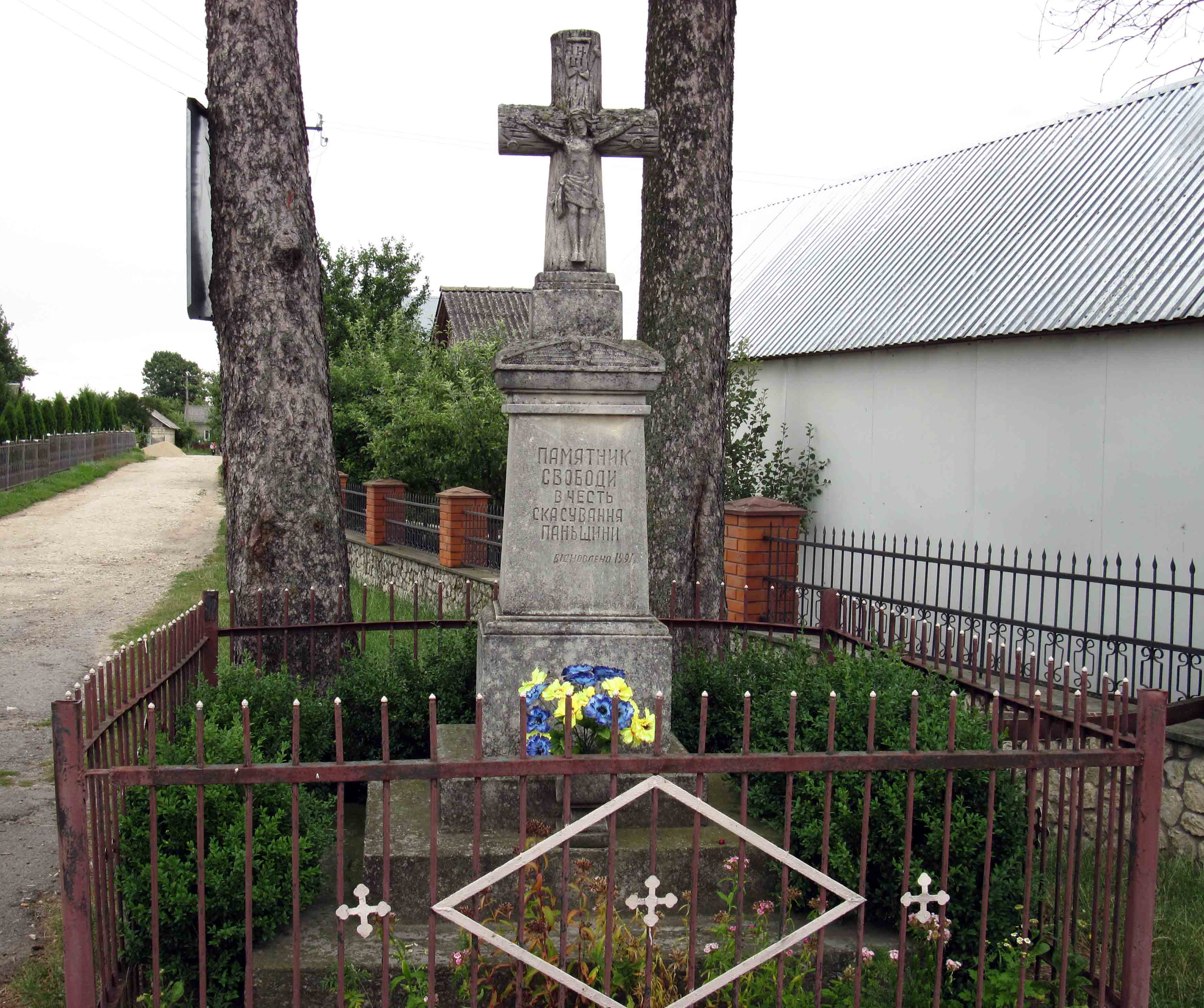
Пам'ятник свободи на честь скасування панщини (відновлений у 1991 р.)

Є церква святого Юрія (1920; реконструйовано 1992), «фігури» святого Миколая (1883; відновлено 1991) та на честь скасування панщини (відновлено 1991).
Споруджено пам'ятник воїнам-односельцям, полеглим у німецько-радянській війні (1966), насипана символічна могила Борцям за волю України (1991).

## Соціальна сфера
Діють бібліотека і клуб. На південній околиці села знаходиться унікальна екологічна зона відпочинку «Л́ітепло».

## Галерея

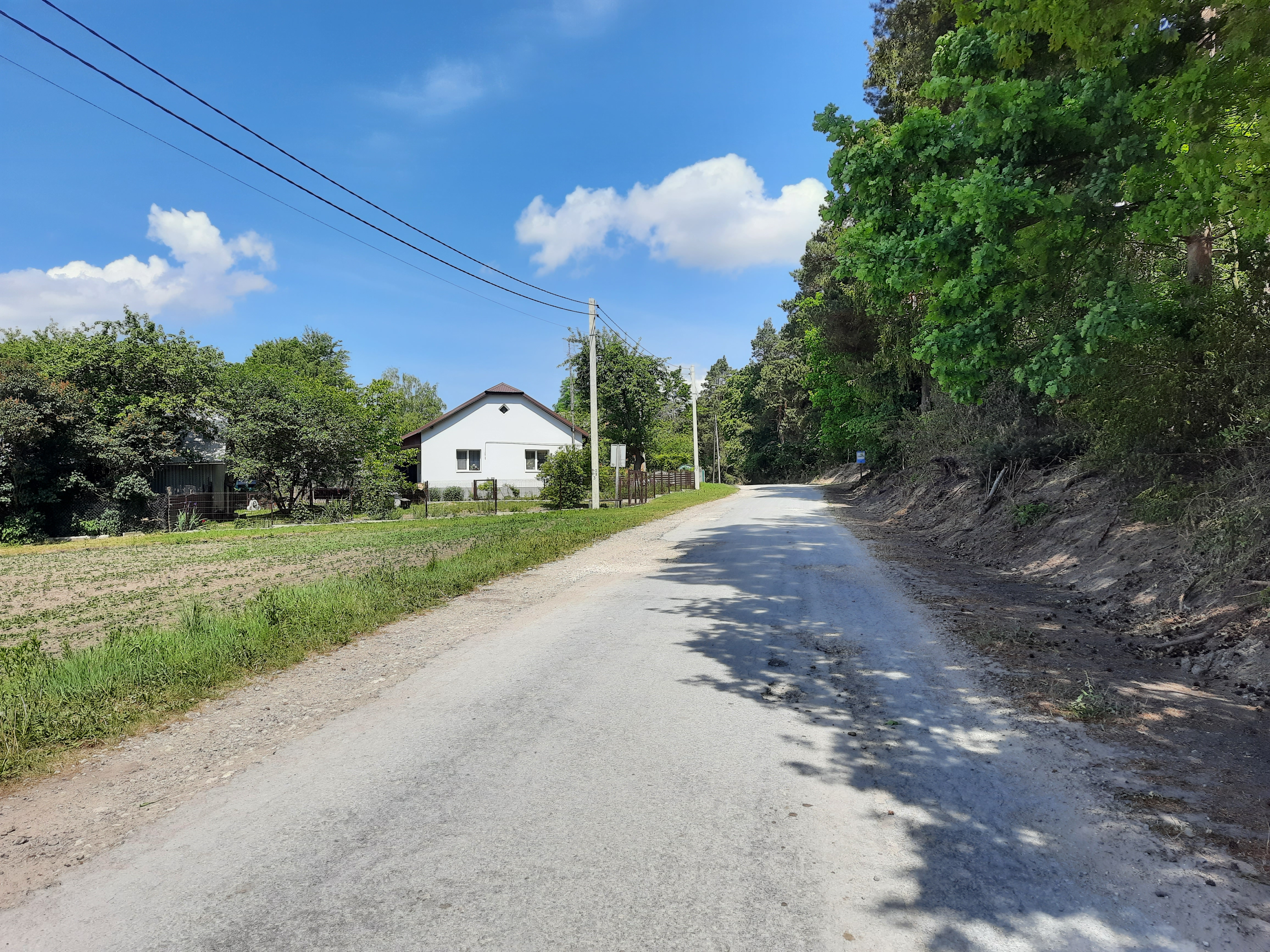
В'їзд у село
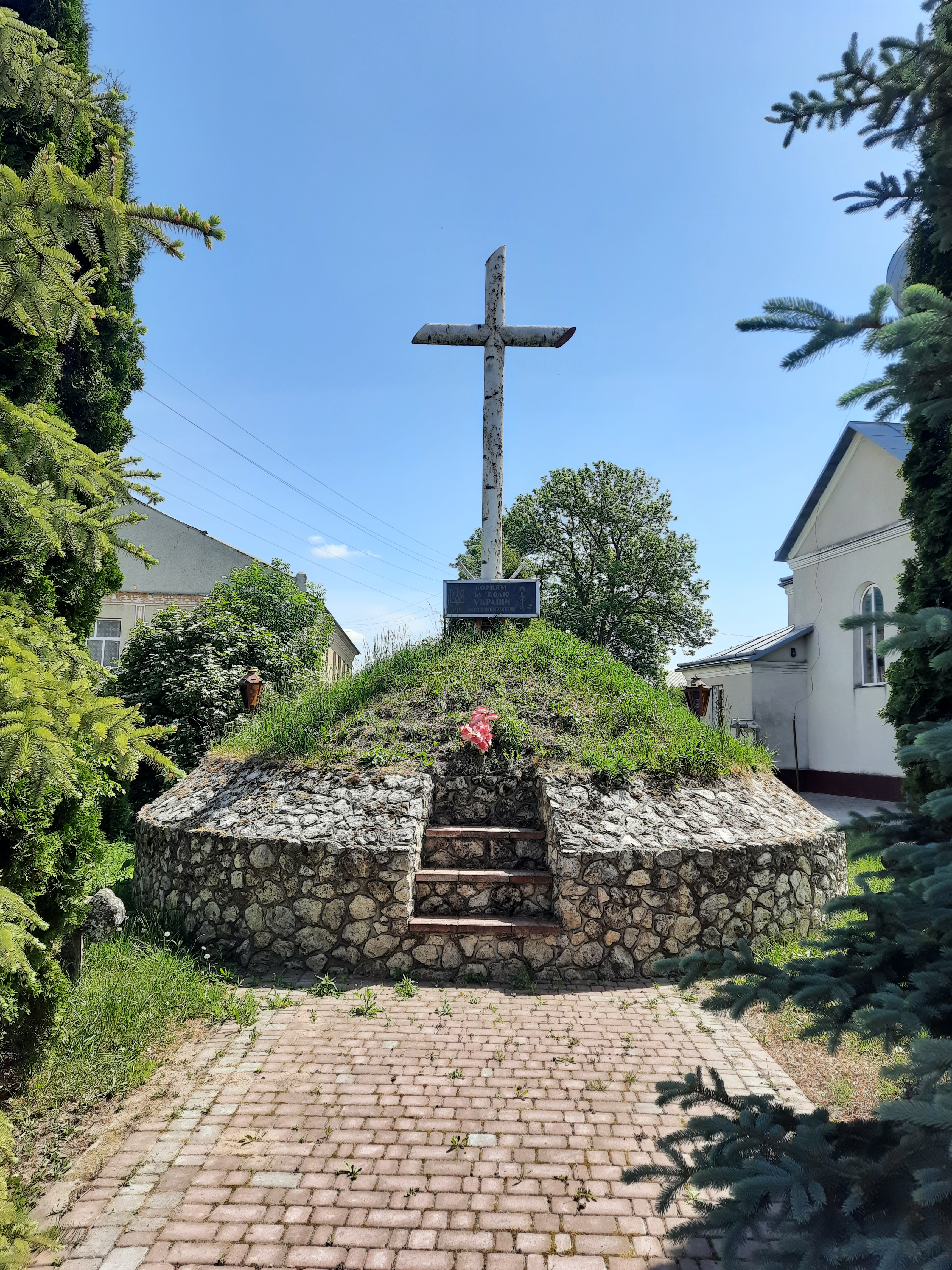
Символічна могила Борцям за волю України
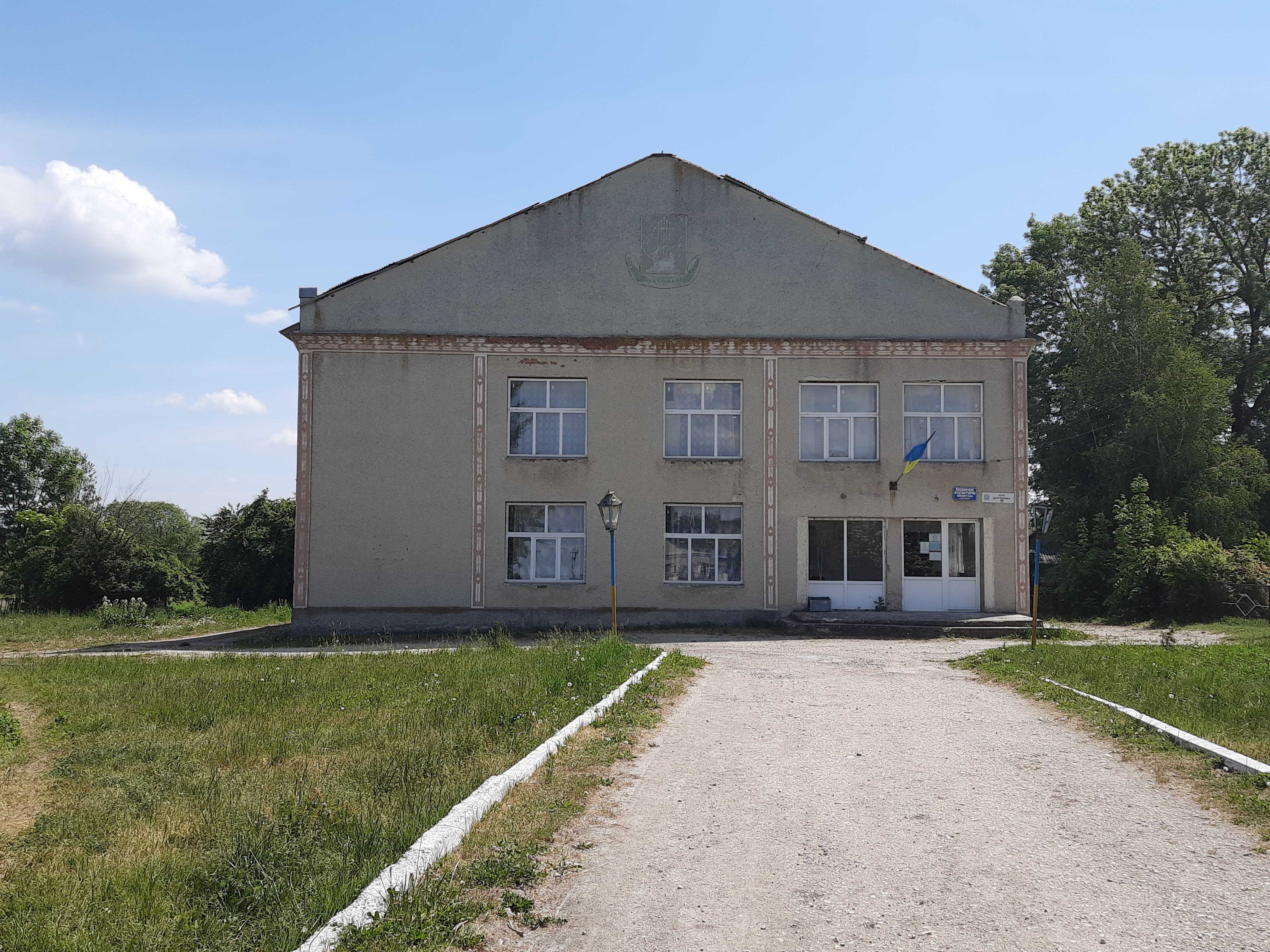
Будинок культури
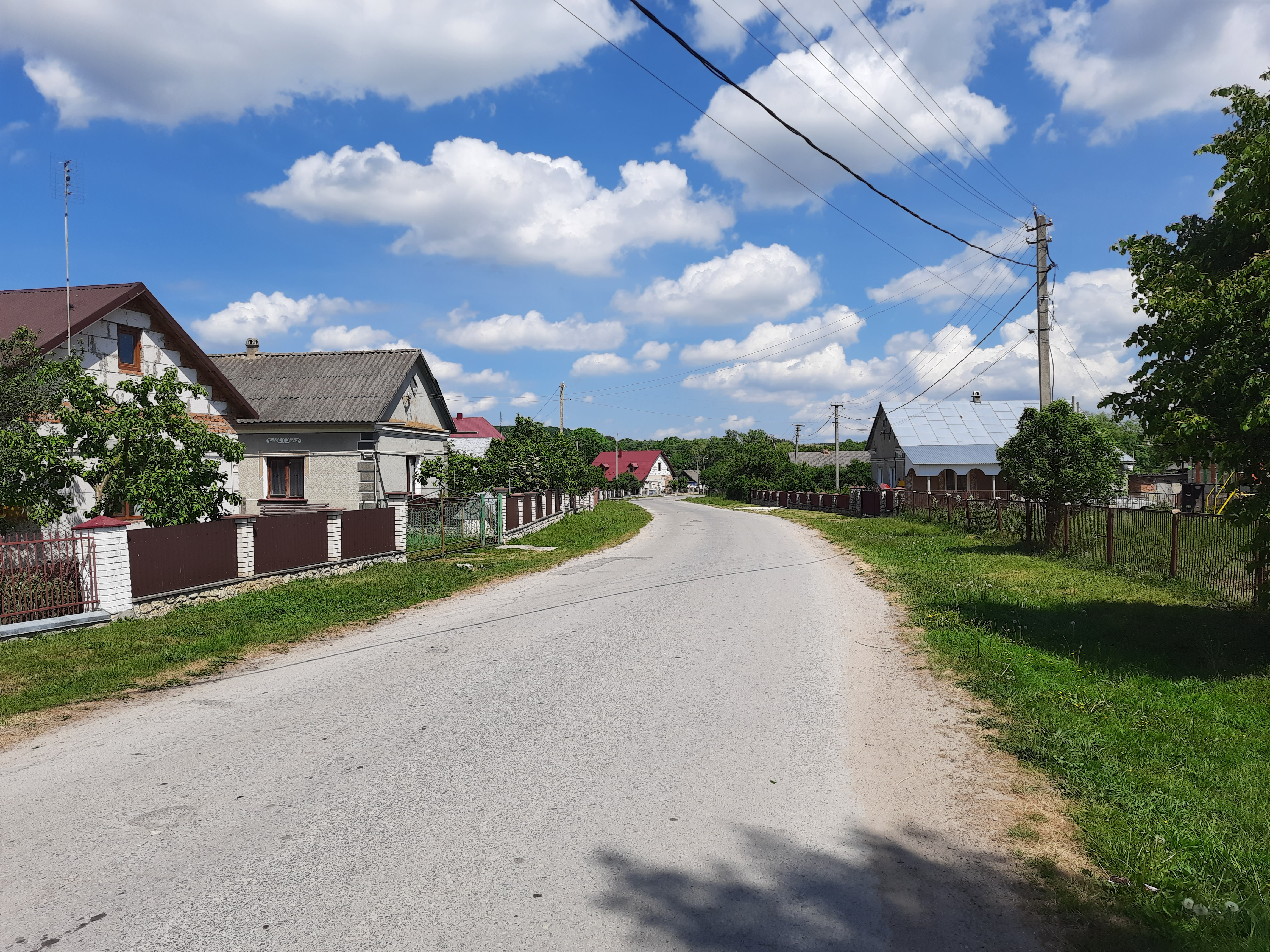
Сільська вулиця
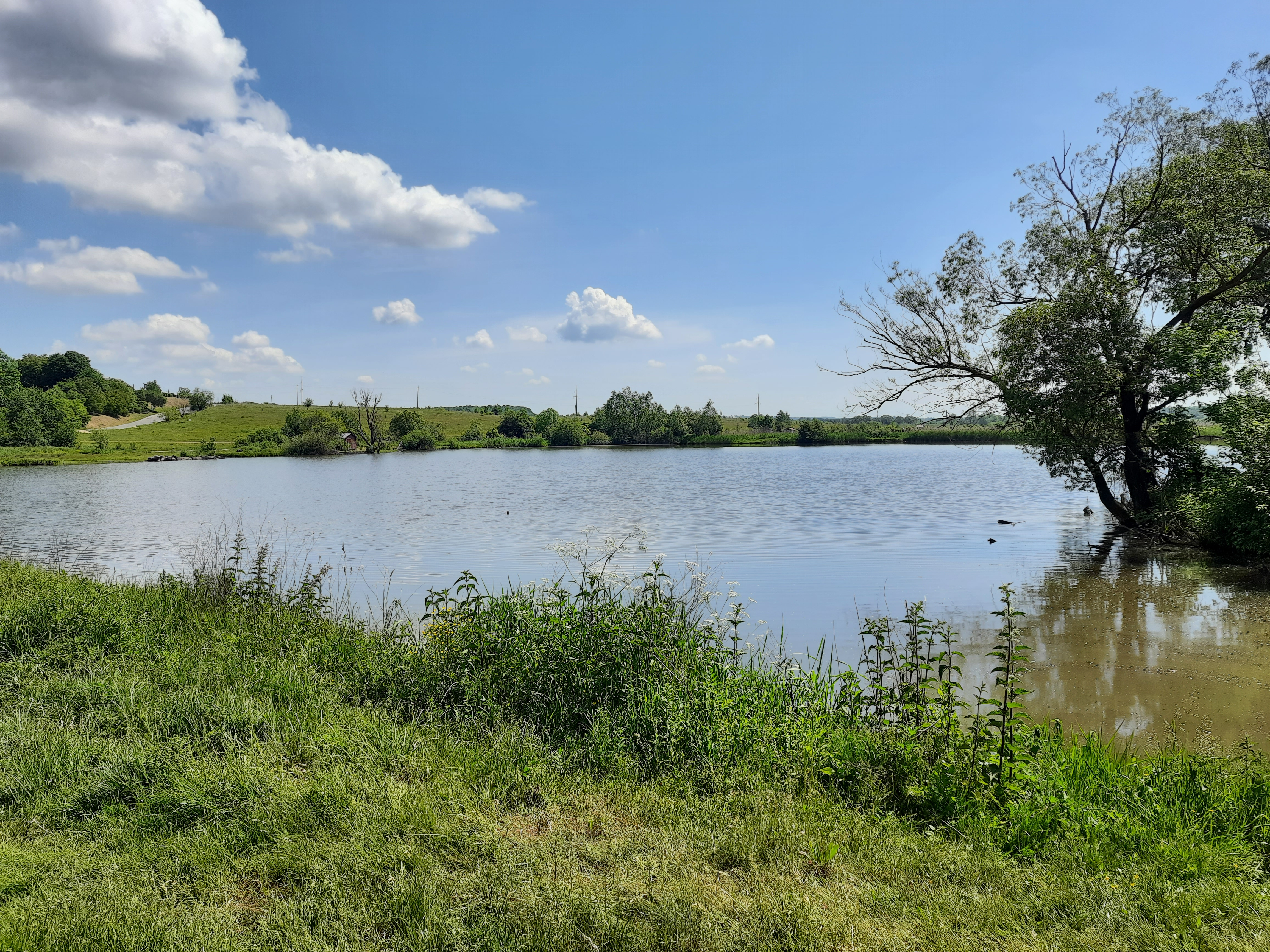
Став біля села